# Tharn (DC Comics)
Tharn è un pianeta immaginario, una località dei fumetti pubblicati dalla DC Comics. Comparve per la prima volta in Legione dei Super Eroi vol. 4 n. 3 (gennaio 1990), e fu creato Keith Giffen, Al Gordon, Tom Bierbaum e Mary Bierbaum.

## Storia
Dopo la distruzione di Zerox in una linea temporale alternativa, la maggior parte dei sopravvissuti (quasi tutti stregoni) si insediarono su Tharn. Durante il collasso economico della galassia (come visto nel vol. 4 di Legione dei Super Eroi), Tharn rimase indifesa quando fu minacciata dai Khund. Per affrontare questa minaccia, il consiglio degli stregoni allora in carica ridiedero i poteri al malvagio Mordru. Egli sconfisse i Khund e si insediò come imperatore. La Legione si batté contro di lui quando catturò una Lanterna Verde, che tuttavia riuscì infine a guadagnarsi la sua libertà (benché il suo anello del potere fosse distrutto).

## Altri utilizzi
- Thar è anche una parola immaginaria utilizzata per descrivere gli animali paralizzati dal terrore. Nel romanzo La collina dei conigli di Richard Adams, il termine fu utilizzato quando i protagonisti, quali i conigli, videro le luci di una macchina in arrivo e rimasero paralizzati sul posto.
- Tharn è anche il nome dell'eroe della giungla di breve durata dell'Universo Marvel, pubblicato con il nome di "Lo-Zar" dalla Atlas Comics negli anni cinquanta e ristampato come il nome di "Tharn" in Jungle Action Comics della Marvel negli anni settanta.